# Albin Mozetič
Albin Mozetič, slovenski inženir kemije in prosvetni delavec, * 26. avgust 1914, Solkan, † 25. februar 1965, London.   

## Življenje in delo
Mladost je preživel v Ljubljani, tu je na tehniški fakulteti tudi študiral kemijo. Kot kemijski inženir se je zaposlil pri KID na Jesenicah, ob nemški zasedbi Gorenjske se je umaknil v Ljubljano, od tam pa maja 1945 v Italijo. Najprej je živel v begunskem taborišču v Moningu  (pokrajina Treviso), nato pa je zaradi znanja več tujih jezikov dobil službo v Trstu. Tu je pomagal pri obnavljanju slovenskega kulturnega življenja. V začetku leta 1948 je odšel v Buenos Aires, kjer se je zaposlil pri naftni družbi Royal Dutch Shell. V Argentini se je z delom dokazal in z leti napredoval v samo vodstvo tega svetovnega naftnega koncerna. Leta 1958 ga je družba poslala v Indonezijo, po dobrih dveh letih se je vrnil v Argentino in prevzel vodenje velike Shellove rafinerije nafte, leta 1964 pa ga je vodstvo poklicalo v glavno centralo podjetja v London.
Mozetič je bil 25. januarja 1948 v Buenos Airesu na ustanovnem občnem zboru Društva Slovencev izvoljen za podpredsednika, 12. oktobra 1952 pa za predsednika društva. Po vrnitvi iz Indonezije se je z delovanjem v raznih odborih ponovno vključil v delo društva. Njegova velika zasluga je, da je z znanjem in visokimi položaji, ki jih je zasedal, lahko rojakom v Argentini pomagal pri društvenem, organizacijskem, kulturnem in gospodarskem življenju.